# Museo Etnográfico de Belgrado
El Museo Etnográfico de Belgrado es uno de los museos más antiguos de Serbia. Su propósito es la conservación del tesoro de la cultura tradicional serbia.

## Historia
El museo etnográfico fue establecido en febrero de 1901, pero sus raíces se remontan al pasado más antiguo. La colección de objetos etnográficos empezó a mediados del siglo XIX. Una parte de los objetos etnográficos fue colocada en el Museo Nacional de Serbia (Сербсконародни музеум), ya en 1844.
La primera colección sistemática significativa fue realizada para la participación en La Exposición Eslovena, en Moscú en 1867. A pesar de que todos los objetos colectados quedaron en Moscú, esta exposición es importante porque entonces empezó la colección sistemática de los objetos etnográficos en Serbia y los Balcanes en general, así como el estudio etnológico de esa zona. 
En 1872. en el Sociedad de aprendizaje serbia dieron una propuesta concreta para la fundación de un museo que iba a preservar objetos etnográficos. Ese año Stojan Novaković reveló La Propuesta de proyecto para el establecimiento del Museo histórico-etnográfico de Serbia, y desde entonces se había trabajado en la formación de un museo etnográfico particular. La idea de un museo así finalmente fue realizada en febrero de 1901, cuando la colección etnográfica fue trasladada de Museo Nacional de Serbia en un edificio propio que era un regalo de Stevča Mihailović (un mercante de Jagodina). Este año se considera el año de establecimiento del Museo Etnográfico.
Al principio, el Museo Etnográfico poseía 909 objetos etnográficos, 32 libros, una cantidad pequeña de fotografías y el muy preciado Álbum de acuarelas y dibujos de trajes típicos de Nikola Arsenović. Sima Trojanović fue nombrado el primer director del Museo que inmediatamente empezó con una extensa colección de objetos y ya en  1904. el inventario del museo contaba con alrededor de 8.500 piezas. Objetos recogidos venían de la entera zona de los Balcanes y no pertenecían solo a la cultura tradicional de Serbios, sino también a otros grupos étnicos de esta región. La investigación etnológica y la colección de objetos en terreno empezaron ya en 1902.
La primera exposición permanente del Museo Etnográfico fue abierta el 20 septiembre de 1904. y desde entonces los curadores del museo iban reuniendo objetos etnográficos, así que el inventario del museo iba aumentándose constantemente. Durante Primera y Segunda Guerra Mundial el Museo Etnográfico perdió numerosos objetos que fueron destruidos en la guerra. 
Gracias a la preservación del estilo de la vida tradicional en los Balcanes, después de la Primera Guerra Mundial se continúa completando el inventario del museo. En 1926. se publicó el primer volumen del Mensajero del Museo Etnográfico de Belgrado, que hasta ahora sale regularmente. Después de la Segunda Guerra Mundial se empezó con el estudio etnológico sistemático de las áreas etnográficas, se hicieron numerosas investigaciones particulares, y también se comenzó con la conservación sistematizada y científica de objetos.

## El museo hoy

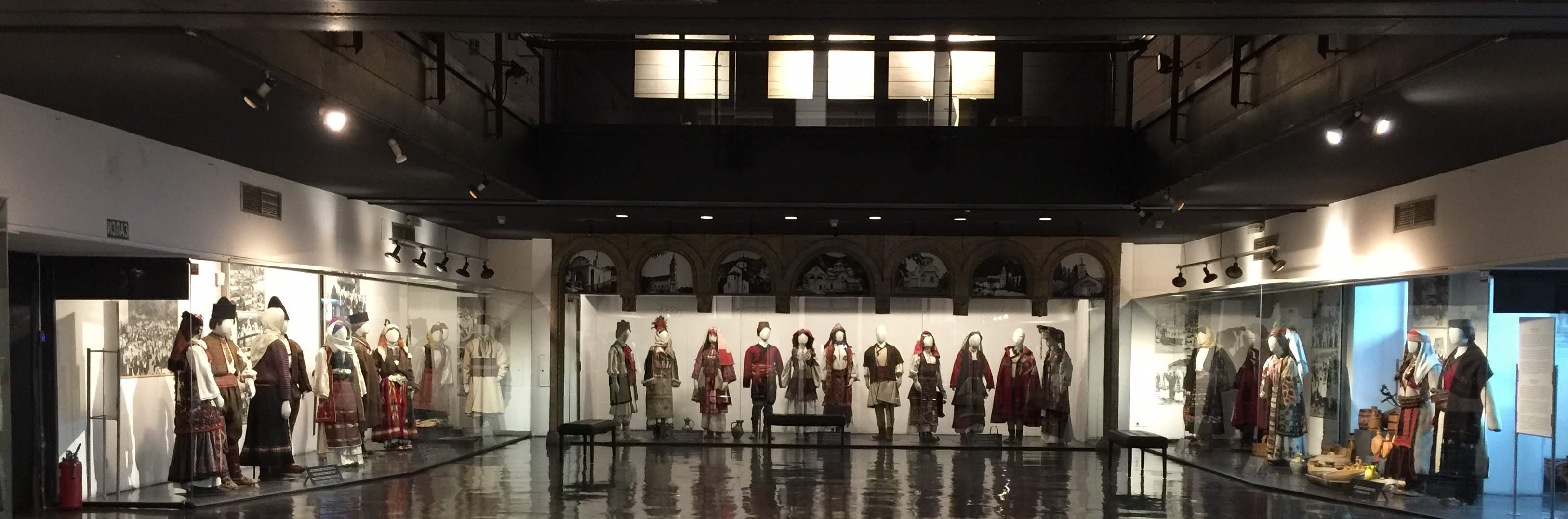
Foto del Museo de hoy.

En el Museo Etnográfico hasta hoy se han formado ocho exposiciones permanentes, y se han organizado alrededor de 300 exposiciones temporales. La exposición permanente ocupa tres niveles del edificio. Hoy, el museo Etnográfico conserva un gran número de objetos etnográficos, clasificados en colecciones separadas (artículos para el hogar, joyas, costumbres, trajes nacionales, arquitectura nacional, economía, ganadería, tráfico, artículos culturales etc.), tiene una de los más abundantes bibliotecas de expertos en los Balcanes y publica ediciones profesionales, tiene servicio de conservación que procesa casi todos tipos de materiales, dispone de una sala de exposición grande, organiza extensos estudios etnográficos y tiene mucha voluntad y conocimiento para analizar el siglo XIX etnológica y antropológicamente.
El 7 de junio de 2013 en el Museo Etnográfico fue exhibida la lista del Patrimonio Cultural Inmaterial de República de Serbia que consiste de 27 elementos..